# Магомедов Ісрафіл Летифович
Ісрафіл Летифович Магомедов (рос. Исрафил Летифович Магомедов; 20 грудня 1991, Дагестанські Огні, Росія — 15 жовтня 2022, Україна) — російський офіцер, капітан ЗС РФ. Герой Російської Федерації.

## Біографія
На початку 2010-х років закінчив філіал Михайлівської військової артилерійської академії в Коломні, після чого служив в артилерії. З 23 травня 2022 року брав участь в Російсько-українській війні, командир батареї ПТРК 80-ї окремої мотострілецької бригади. Бився на Херсонському напрямку. Загинув у бою.

## Нагороди
- Медаль «За відзнаку у військовій службі» 3-го і 2-го ступеня (15 років)
- Медаль «За відвагу»
- Звання «Герой Російської Федерації» (9 листопада 2022, посмертно) — «за мужність і героїзм, проявлені під час виконання військового обов'язку.» 26 грудня медаль «Золота зірка» була передана рідним Магомедова в Махачкалі командувачем Північним флотом адміралом Олександром Мойсеєвим і главою Дагестану Сергієм Меліковим.